# 嘉義市立民生國民中學
23°27′53.5″N 120°26′24″E / 23.464861°N 120.44000°E
嘉義市立民生國民中學（英語校名：Chiayi Municipal Min-sheng Public Junior High School，縮寫MSJH），簡稱民生國中，位於嘉義市新民路601號。距離嘉義車站約1.7公里，鄰近國立嘉義大學新民校區、興嘉國小、民生公園、嘉義市運三壘球場等地。

## 學校簡史

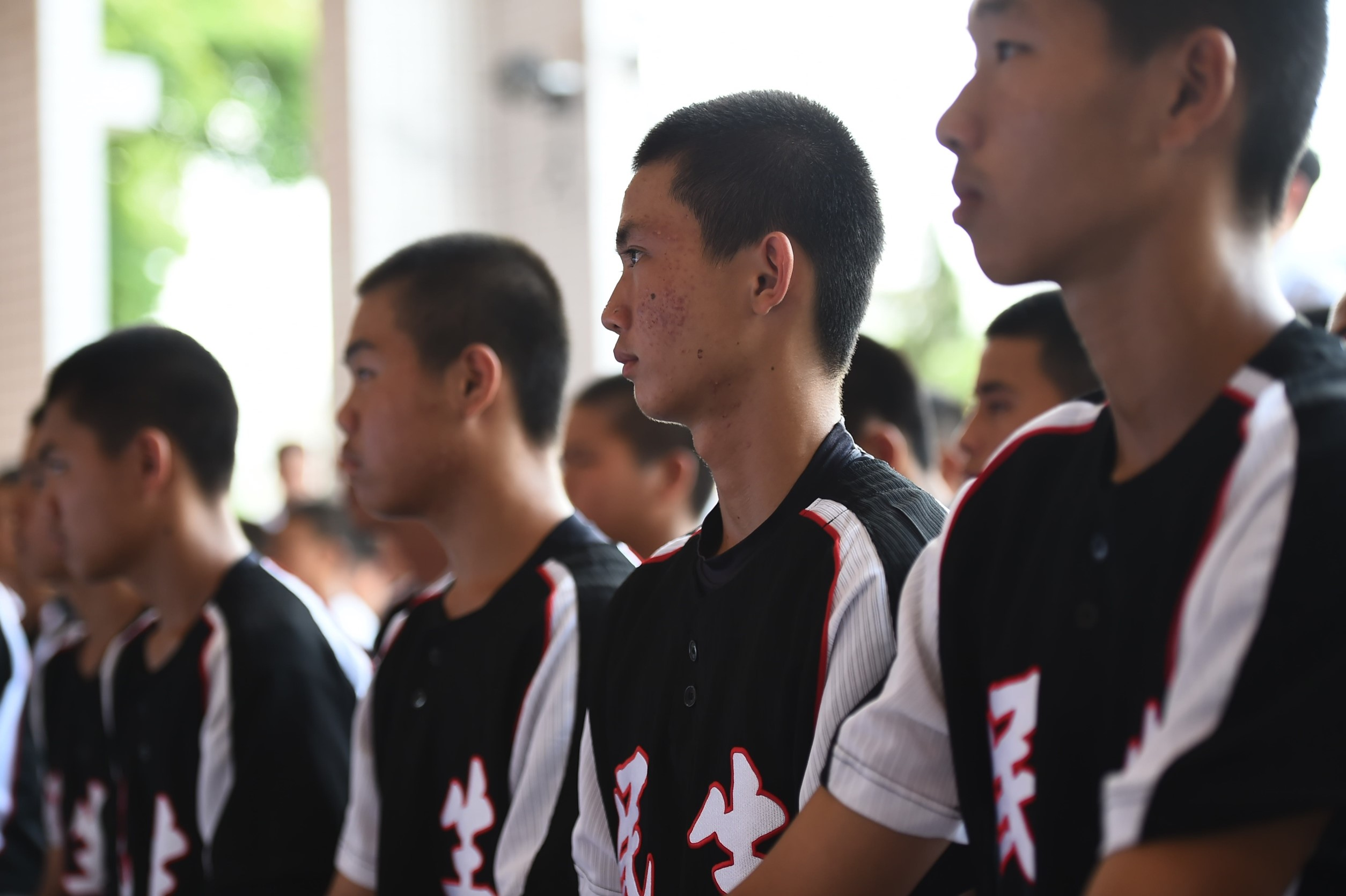
嘉義市立民生國民中學棒球隊員聆聽蔡英文演講。

民生國中係政府應九年國民義務教育實施所籌建，於1968年由嘉義縣政府派教育局督學李挺光籌辦，同年4月26日在民生南路舊址奠定興建校舍，校名為「嘉義縣立民生國民中學」。7月臺灣省政府派陳貞銘為首任校長。1980年由陳宗仁接任，1982年配合嘉義市升格為省轄市，校名為「嘉義市立民生國民中學」。1988年黃明禮接任校長，1993年由于貽垕接任校長，1998年由郭義騰擔任校長，2009年8月1日由蘇俊洋擔任代理校長。2010年8月1日邱坤龍擔任校長。2015年陳明君擔任校長。
為響應積極辦學，實現教育理想，1973年准設立補習學校，1978年報准辦理學生午餐供應，1993年設立啟智班，1996年國立台南社教館在校內成立嘉義市社會教育工作站，1998年設立體育班及資源班正式編制教師，2004年設置數理資優班。
1998年決議遷校新民路文中四預定地現址，新校舍興建耗資新台幣三億餘元，建坪達萬坪，2001年7月27日奠基動土。學校藉遷校之契機，立定「打造典範，追求卓越」發展願景，建立師生使命感，共同努力。遷校工作於2003年7月17日順利完成，並於12月20日舉行慶祝落成典禮。
今日民生國中重視品德教育，曾獲教育部品德教育績優學校，連續三年（2003年至2005年）榮獲教育部標竿一百九年一貫績優學校團隊，連續四年（2005年至2008年）榮獲教育部校長領導卓越獎和教學卓越獎（一金二銀）。體育競賽也表現亮麗，棒球隊連續全國重要比賽冠軍，並取得赴美國參加2008年世界青少棒錦標賽，再創素有棒球王國美譽的嘉義地區輝煌紀錄，技驚全台。106學年度更獲得教育部舉辦全國軟式青少棒冠軍，遊街慶祝，獲得嘉義市市民的熱烈歡迎。
近年學生接連於嘉義區會考成績大放異彩，104學年度榜首人數(4人)居嘉義區之冠、106學年度全校達第一志願學生數為全校三分之一，更受家長青睞，為嘉義市唯一一所總量管制學校。

## 校徽意象
- 整體輪廓以「M」（民）和「生」字，中西合璧表示學校校名。
- 圖案三環緊密相連，代表以「智仁勇」三達德，建構完整個人。
- 造型如一舞動的人，展現學校培養快樂、健全人格的意涵。
- 遠觀狀似點燃燭火的燭台，蘊含導引、關懷的意涵。
- 顏色以紅藍黃綠為主色，象徵熱情、自由奔放、熱誠和欣欣向榮等精神。

## 校訓
- 校訓為「勤、問、潔、恆」，期勉能做到「努力」、「多問」、「整潔」、「有恆」。於第六屆時，由創校陳貞銘校長親題。於2003年遷至新校區，校長郭義騰特將校訓建置於穿堂門楣上。

## 學校願景
- 打造典範－資訊、關懷、適性、快樂
- 追求卓越－學習、成長、前瞻、創新

## 歷任校長
| 任別          | 任期                           | 姓名   | 備註                                       |
| ------------- | ------------------------------ | ------ | ------------------------------------------ |
| 1             | 1968年8月1日 － 1980年7月31日  | 陳貞銘 | 原嘉義師專教師轉任，調任嘉義國中校長       |
| 2             | 1980年8月1日 － 1988年7月31日  | 陳宗仁 | 原北園國中校長轉任，離職退休               |
| 3             | 1988年8月15日 － 1993年8月20日 | 黃明禮 | 原北園國中校長轉任，調任北興國中校長       |
| 4             | 1993年8月20日 － 1998年8月20日 | 貽垕   | 原臺南縣東原國中校長轉任，調任玉山國中校長 |
| 5             | 1998年8月21日 － 2009年7月31日 | 郭義騰 | 原玉山國中訓導主任轉任，調任嘉義高商校長   |
| 6（代理校長） | 2009年8月1日 － 2010年7月31日  | 蘇俊洋 | 教務主任代理校長                           |
| 7             | 2010年8月1日 － 2015年7月31日  | 邱坤龍 | 原嘉義國中教務主任轉任，離職退休           |
| 8             | 2015年8月1日 － 2021年7月31日  | 陳明君 | 原該校總務主任轉任，調任大業國中校長       |
| 9             | 2021年8月1日 － 現任           | 張金龍 | 原北興國中校長轉任                         |

## 外部連結
- 嘉義市立民生國民中學（页面存档备份，存于）